# ミカエラ・コンリン
ミカエラ・コンリン（Michaela Conlin, 1978年6月9日 - ）はアメリカ合衆国の女優。

## 経歴
ペンシルベニア州アレンタウンで生まれ育つ。両親は父がアイルランド系、母は中国系。6歳のときに初めて舞台に立ち、それ以降も地方プロダクションなどに所属しながら女優活動を続け、高校時代は学内で制作した舞台『バイ・バイ・バーディー』や『るつぼ』に出演した。高校卒業後、本格的に演技を学ぶためにニューヨークへ移り住み、ニューヨーク大学ティッシュ・スクール・オブ・アーツへ進学した。在学中は演劇の美術学士取得や、オフ・ブロードウェイのプロダクション契約、アムステルダムのエクスペリメンタル・シアター・ウィングで国際訓練プログラムに参加するなどした。
大学卒業後、リアリティ番組『The It Factor』へ出演したのち、病院を舞台にしたテレビドラマ『MDs』で初めて助演級の役を獲得して、ウィリアム・フィクナーとジョン・ハナーが演じる悪役医師らの片腕として働く若きインターンの役や、端役でテレビドラマ『犯罪捜査官ネイビーファイル』でヘリコプターのパイロットを演じた。なかでも、テレビドラマ『BONES』のアンジェラ・モンテネグロ役は、自身のキャリアにおける当たり役となった。
映画はエイドリアン・ブロディ主演『ラブ・ザ・ハード・ウェイ 疑惑の男』、ロビン・タニーと共演したインディペンデント映画『オープン・ウィンドウ』、端役でディズニー映画『魔法にかけられて』などに出演した。

## 映画
- 『ラブ・ザ・ハード・ウェイ 疑惑の男』 - Love the Hard Way （2001年、出演）
- 『オープン・ウィンドウ』 - Open Window （2006年、出演）
- 『魔法にかけられて』 - Enchanted （2007年、出演）
- 『リンカーン弁護士』 - The Lincoln Lawyer （2011年、出演）

## テレビドラマ
- BONES -骨は語る- 2005-2017
- 『イエローストーン』 - Yellowstone (2018-2019)